# مشعان العتيبي
مشعان محمد مشعان العتيبي (مواليد 15 نوفمبر 1963)، وزير الكهرباء والماء والطاقة المتجددة ووزير الشؤون الاجتماعية والتنمية المجتمعية في دولة الكويت مُنذ 2 مارس 2021 حتى 28 ديسمبر 2021، كما شغل أيضاً منصب المدير العام  لمعهد الكويت للأبحاث العلمية .

## المؤهلات العلمية
- حاصل على شهادة الدكتوراه في هندسة المياه الجوفية من جامعة نيوكاسل في المملكة المتحدة عام 1997
- حاصل على شهادة الماجستير في هندسة المياه الجوفية من جامعة نيوكاسل في المملكة المتحدة عام 1993
- حاصل على شهادة البكالوريوس في علوم الجيولوجيا من جامعة الكويت عام 1987.[3]

## الخبرات العملية
| الخبرة                                                                                 | من        | إلى         |
| -------------------------------------------------------------------------------------- | --------- | ----------- |
| المدير العام لمعهد الكويت للأبحاث العلمية                                              | 2023      | 2024        |
| وزير الكهرباء والماء والطاقة المتجددة                                                  | مارس 2021 | ديسمبر 2021 |
| وزير الشئون الاجتماعية والتنمية المجتمعية                                              | مارس 2021 | ديسمبر 2021 |
| وكيل وزارة الكهرباء والماء المساعد لخدمات العملاء                                      | 2018      | 2020        |
| وكيل وزارة الكهرباء والماء المساعد للتخطيط والتدريب                                    | 2007      | 2018        |
| وكيل وزارة الكهرباء والماء المساعد لشئون المستهلكين بالتكليف                           | 2017      | 2018        |
| وكيل وزارة الكهرباء والماء المساعد لمشاريع المياه بالتكليف                             | 2009      | 2011        |
| وكيل وزارة الكهرباء والماء المساعد للتنسيق والمتابعة بالتكليف                          | 2009      | 2011        |
| مدير دائرة علوم المياه - معهد الكويت للأبحاث العلمية                                   | 2001      | 2007        |
| باحث علمي في دائرة علوم المياه - معهد الكويت للأبحاث العلمية                           | 1997      | 2001        |
| محاضر غير متفرغ في كلية الدراسات التكنولوجية - الهيئة العامة للتعليم التطبيقي والتدريب | 1997      | 2001        |
| مبتعث لرسالة الماجستير والدكتوراه - معهد الكويت للأبحاث العلمية                        | 1992      | 1997        |
| مشارك أبحاث في دائرة علوم المياه - معهد الكويت للأبحاث العلمية                         | 1987      | 1992        |

## عضويات المجالس واللجان
- عضو اللجنة الإقتصادية في  مجلس الوزراء
- عضو لجنة الخدمات العامة في  مجلس الوزراء
- رئيس المجلس الأعلى لشئون ذوي الإعاقة
- رئيس المجلس الأعلى لشئون الأسرة
- عضو المجلس الأعلى للتخصيص
- عضو مجلس الخدمة المدنية
- عضو اللجنة العليا لمشروعات الشراكة بين القطاعين العام والخاص
- ممثل دولة الكويت في اللجنة الإستشارية والتنظيمية للربط الكهربائي -  مجلس التعاون الخليجي ( 2010 - 2019 )
- ممثل  وزارة الكهرباء والماء في مجلس أمناء معهد الكويت للأبحاث العلمية ( 2010 - 2020 )

## أهم الإنجازات
أولاً: حقيبة وزارة الكهرباء والماء والطاقة المتجددة 
- توقيع عقد المرحلة الأولى من  العدادات الذكية التي تشمل 200 ألف عداد كهرباء.[4]
- افتتاح مشروع محطة الصبية لزيادة إنتاج الطاقة الكهربائية بقدرة 930 ميغاواط لترفع اجمالي إنتاج الطاقة الكهربائية في دولة الكويت إلى 18470 ميغاواط.[5]
- افتتاح مشروع خزانات مياه المطلاع بسعة 275 مليون  جالون امبراطوري ليرفع المخزون الاستراتيجي  لدولة الكويت من المياه العذبة إلى 4550 مليون  جالون امبراطوري.[6]
- افتتاح مركز تشغيل وإدارة منظومة  العدادات الذكية في ضاحية صباح السالم.[7]
- افتتاح مركز الاتصال الموحد الخاص بخدمة عملاء وزارة الكهرباء والماء والطاقة المتجددة (153).[8]
- اطلاق حملة (حافز للترشيد) لمنح خصومات تصل لغاية 40% من قيمة الفاتورة الشهرية للمواطنين الذين يساهمون في خفض استهلاكهم من الكهرباء والماء.[9]
- تدشين مشروع  العدادات الذكية وتشغيل أول عداد ذكي فعلياً.[10]

 ثانياً: حقيبة وزارة الشئون الاجتماعية والتنمية المجتمعية 
- التمديد لمدة سنة لجميع شهادات الإعاقة المنتهية وشهادات الإعاقة المتوسطة لمدة خمس سنوات وشهادات الإعاقة الشديدة لمدى الحياة.[11]
- زيادة عدد اللجان الطبية في الهيئة العامة لشئون ذوي الإعاقة لتسريع عملية انهاء الشهادات واختصار الوقت على المراجعين.[12]
- تعديل شروط التعيين في  الجمعيات التعاونية وقصرها على موظفي وزارة الشئون الاجتماعية فقط.[13]
- إصدار القرار الوزاري رقم 25 لسنة 2021 الذي يسمح  للجمعيات التعاونية بالشراء المباشر من المزارع الكويتي بدون وسيط.[14]
- إصدار قرار وزاري بشأن زيادة أرباح مساهمي  الجمعيات التعاونية السنوية من 10% إلى 12%.[15]
- إصدار القرار الوزاري رقم 46 لسنة 2021 بشأن لائحة تنظيم العمل التعاوني والذي تضمن عدة تعديلات وكذلك عودة السماح  للجمعيات التعاونية بتنظيم رحلات العمرة والشاليهات.[16]
- إصدار القرار الوزاري رقم 49 لسنة 2021 والقاضي بالغاء جميع الاجراءات التي اتخذتها  الجمعيات التعاونية لفتح باب الترشح لعضوية  مجالس إداراتها كن لم تكن وإعادة فتح باب الترشح وفقاً للنظام الأساسي النموذجي الجديد.[17]
- احالة 11  جمعية تعاونية إلى  النيابة العامة على خلفية شبهات تجاوزات مالية وإدارية وتشكيل لجان عدة لمراجعة أعمال وحسابات العديد من  الجمعيات التعاونية.[18]
- إصدار القرار الوزاري رقم 44 لسنة 2021 بشأن المساعدات العامة.[19]
- تشكيل لجنة عليا لتطوير العمل الخيري تستهدف فاعليته عن طريق توظيف الرؤى والأفكار المشتركة من قبل جهات الاختصاص والتوصية بتوجيه العمل الخيري إلى داخل الكويت.[20]
- ميكنة العمل الخيري والربط بين الجهات الرقابية بما فيها وزارة الخارجية مما يعزز الشفافية بالتعامل بين  المؤسسات الحكومية  والجمعيات الخيرية.[21]